# Омар ібн Хафсун
Омар (Умар) ібн Хафсун ібн Джа'фар ібн Салім (араб. عمر بن حَفْصُون بن جَعْفَ بن سالم‎; бл. 850–917) — очільник антиомейядського повстання в Кордовському еміраті, що створив власну державу на півдні Піренейського півострова.

## Життєпис
Ймовірно належав до знатного роду вестготів-регенатів (мувалада). Народився в горах поблизу Параути, на території сучасної Малаги близько 850 (за іншими відомостями — 854) року. Син Джа'фара ібн Саліма.
879 року Ібн Хафсун очолив загін з 20 вояків, з якими напав на караван, що йшов під охороною. Велика частина його загону була знищена, а самого Омара в ланцюгах доставили в Малагу. За наказом валі Малаги Ібн Хафсуна було висічено на міській площі і засуджено до рабства на галерах. Але йому невдовзі вдалося втекти з галери в Мелільї. Якийсь час він переховувався під виглядом учня кравця, а потім через Сеуту зумів повернутися до Аль-Андалуса, де знову зібрав загін.
У 880 році очолив повстання Аль-Андалуса незадоволених муваладів і мосарабів владою еміра Мухаммеда I. Вони влаштувалися в напівзруйнованій гірській фортеці Бобастро, яку зміцнили і зробили практично неприступною. Потім зайняв місто Ардалес. За цим зайняв місто Ельвіру, замки біля Кадіса та Малаги. У 883 році емір Мухаммад I завдав поразки загонам Омара, змусивши повстанців сховатися високо в горах. Втім вже у 884 році Ібн Хафсун поновив свої напади. Місцеві мусульманські феодали долучилися до повстання. Володіння поширилися на південь і захід від Кордови. Столицю переніс до містечка Полей.
У 888 році емір аль-Мунзір укладає тимчасове перемир'я з кланом Бану Касі і кидає всі сили проти Омара. Наступ на бунтівні області уряд розгорнув з трьох сторін, з Кордови, з Севільї і з Малаги. Ібн Хафсун був захоплений зненацька, не встиг зібрати свої загони і виявився змушений відходити в гори. Найближчий його помічник, Айшум, феодал з Ронди, потрапив в оточення в Арчидоні і після зради своїх людей був виданий еміру і страчений. Інший командир повсталих — християнський феодал Атанаріх зі знатної вестготської родини в Уельві, опинився в облозі в Пріего, в 60 км на південний схід від Кордови. Витримавши місячну облогу, змучившись від голоду, заколотники спробували прорватися в гори і всі загинули в бою. Сам Омар в цей час відступав до Бобастро. Сполучені сили аль-Мунзіра підступили до фортеці і почали облогу, але 29 червня емір несподівано помер.
Новий емір Абдаллах безуспішно намагався приховати від вояків смерть еміра, внаслідок чого серед його війська почався розгардіяж, що призвів до безладного відступу. Ібн Хафсун атакував урядові війська, яким було завдано низки поразок. Після цього успіху війська повсталих значно зросли. Ібн Хафсун тепер контролював чверть території південного Аль-Андалуса.
У 891 році проти нього знову виступили війська еміра, від яких Ібн Хафсун зазнав поразки у битві біля Полей. Але вже у 892 році Ібн Хафсун завдав еміру поразки, відвоювавши втрачені міста. У 895 році, скориставшись тим, що основні сили еміра пішли в похід проти Бану Касі в долину Ебро, Ібн Хафсун спустився з гір і захопив майже всю територію на південь від Гвадалквівіра. В результаті було захоплено міста Есіха, Пріего, Баена, Поркуна, Хаен. Емір Кордови водночас вів невдалі війни проти королівства Астурія та клану Бану Касі.
У 896 році повстання поширилося на правий берег Гвадалквівіра. Ібн Хафсун захопив міста Андухар і Байлен. У 897 році Ібн Хафсун вів перемовини щодо спільних дій з Альфонсо III, королем Астурії, Ібн Марваном (створив незалежну державу з м. Бадахос) та Мухаммадом I ібн Лубба з клану Бану Касі. 898 року син останнього Лубб II рушив на допомогу Ібн Хафсуну, але смерть його батька перервала кампанію.
У 899 році Омар хрестився, прийнявши ім'я Самуїл, сподіваючись отримати значну допомогу від Астурії. Проте король Альфонсо III не зробив нічого для допомоги. В свою чергу така дія Ібн Хафсуна відштовхнула від нього мусульманську частину його війська, які залишили Самуїла. Разом з тим збільшилася підтримка мосарабами.

Область повстання Омара ібн Хафсуна

900 року уклав перемир'я з еміром. Водночас уклав союз з Ібрагімом ібн Хаджжаджем, володарем Севільї, який надав Ібн Хафсуну війська та харчі. 902 року еміру Абдаллаху вдалося відвоювати Хаен, Андухар і Байлен. Далі війна тривала з перемінним успіхом до 911 року. У 910 році Ібн Хафсун уклав союз з Фатимідським халіфатом. 911 року уклав мир з еміром Абдаллахом. Але вже 912 року після смерті останнього війна поновилася.
У 913 році новий емір Абд ар-Рахман III переміг Абд ар-Рахмана ібн Хаджжаджа, володаря Севільї, що був союзником Ібн Хафсуна. Згодом почалася війна між еміром і Омаром, який протягом 914 року втратви 70 замків. Після цього уклав мир з еміром. У 916 році брав участь у поході Абд ар-Рахмана III проти Наварри і Астурії.
Помер 917 року. Його володіння було розділено між синами Сулейманом і Хафсом, які розділили батьківські володіння. Втім вони чинили спротив новому еміру Абд ар-Рахману III до 930 року. Донька Ібн Хафсуна — Аргентея — опинилися під опікою останнього.